# كيفن بوث
كيفن بوث (بالإنجليزية: Kevin Booth)‏ هو منتج أفلام أمريكي، ولد في 2 أكتوبر 1961 في كونيتيكت في الولايات المتحدة.

## وصلات خارجية
- كيفن بوث على موقع IMDb (الإنجليزية)
- كيفن بوث على موقع قاعدة بيانات الفيلم (الإنجليزية)